# Димитър Тихон
Димитър Тихон (на средногръцки: Δημήτριος ὁ Τειχονᾶς) е български войвода от времето на цар Самуил, поставен от него да отбранява крепостта Колидрон (Колидрос, Колиндрон), която се намирала недалеч от Солун (според една хипотеза – между Бер и Сервия - Колиндрос, според друга – Крондирци, южно от Дойранското езеро).
През 1001 година срещу Колидрон настъпва с армията си византийският император Василий II Българоубиец. Димитър Тихон отстъпва крепостта без отпор, но в замяна на това императорът му позволява да се оттегли необезпокояван с войската си при Самуил. Повече известия за Димитър Тихон в средновековните летописи няма.